# 白藜芦
白藜芦是黑药花科藜芦属多年生草本植物，原产欧洲至西伯利亚。